# Scuola media Gamerra
La scuola media Gamerra è un edificio scolastico dedicato al militare Gian Paolo Gamerra situato in località Putignano, nel comune di Pisa.

## Storia
Incaricato dal comune di Pisa di realizzare una nuova sede scolastica per il sobborgo di Putignano, Massimo Carmassi inizia il progetto nel 1980 con la collaborazione dell'ufficio progetti del Comune. I progetti esecutivi stati realizzati nel luglio dell'anno successivo; l'edificio, la cui costruzione è già conclusa alla fine del 1982, viene inaugurato in occasione dell'anno scolastico 1983-84. La sede della circoscrizione - collocata a sud della scuola, dall'altro lato della strada - è progettata da Carmassi alla fine degli anni ottanta e inaugurata nel 1990.

## Descrizione
La scuola è collocata nel sobborgo di Putignano, area cerniera fra città e campagna a sud est di Pisa, caratterizzata dalla coesistenza di residenza e aree rurali. Il complesso, caratterizzato da edifici diversi per destinazione e configurazione volumetrica, risalta nel contesto come una sorta di cittadella fungente da polo generatore per nuovi brani di città. L'area su cui esso insiste è delimitata a ovest, lato su cui sono situati gli accessi ai diversi corpi, da via Ximenes e a sud da via Targioni Tozzetti, e confina a nord con l'area della scuola elementare: sul lato opposto della strada è situata la sede della circoscrizione (a differenza della scuola aperta a nord verso la città), la quale, proponendosi come la giustapposizione di due cubi con ridotte aperture, non sembra dialogare con il lessico della scuola, di cui riprende solo l'uso del mattone.
La scuola si articola in tre diversi corpi - edificio scolastico, aule speciali e palestra - concepiti come tre volumi diversi nella forma e sviluppati attorno ad una piazza centrale, dominata da un grande albero preesistente la costruzione, ai quali si aggiungono, all'estremità settentrionale, i due volumi, cilindrico e cubico, dei servizi igienici delle palestra e della centrale termica.
Il corpo principale, a pianta longitudinale con due appendici semicircolari, si distribuisce ortogonalmente all'asse di via Ximenes, mentre i due secondari risultano disassati, con due diverse angolature, rispetto ad esso, così come disassato risulta il portico (in metallo e vetro, con otto pilastri circolari e copertura a sezione mistilinea) che funge da accesso principale alla scuola. I collegamenti tra i 3 diversi nuclei sono garantiti, per la scuola e le aule speciali, all'esterno da una gradinata che, avendo come fondale la facciata della scuola, può fungere all'occorrenza da luogo teatrale, e all'interno da un passaggio ricavato nel punto di intersezione tra l'angolo meridionale delle aule speciali e il fronte nord della scuola; tra le aule speciali e la palestra il collegamento, nella visuale e nei volumi ma non nei percorsi, è conseguito tramite la convergenza dei muri e, all'estremità est, grazie a un volume curvilineo e finestrato. Al corpo della palestra si accede tramite un portico a struttura metallica, anch'esso prospiciente la piazza esterna ed attiguo a quello del corpo della scuola, al disotto del quale trova posto, arretrato, il volume curvilineo degli spogliatoi. Tutti gli edifici sono uniformati dall'uso del mattone a faccia vista, con l'unica eccezione del fronte settentrionale della palestra, mentre differenziate sono le geometrie delle masse e delle aperture nonché i valori cromatici degli elementi in metallo.
Il corpo principale delle aule, su due piani e a pianta e volumetria compatte, è caratterizzato sul fronte nord da finestre a taglio verticale interrotte, in corrispondenza con le gradinate, da un'ampia parete finestrata e, sul fronte sud, da una serie di ampie finestre corrispondenti alle aule, che, congiuntamente ai cordoli ed alle fasce marcadavanzale e marcapiano, conferiscono a questa facciata una marcata partitura orizzontale, interrotta all'estremità ovest da finestre dal disegno curvilineo e, in prossimità della strada principale, dalla particolare muratura 'non conclusa' a foggia di rudere. L'interno è organizzato attorno al lungo corridoio con sovrastante ballatoio arretrato che, attraversando longitudinalmente l'edificio, garantisce l'accesso alle aule, sul lato sud, e ai servizi e agli spazi di distribuzione, attestati alle due estremità; elemento connotante l'interno sono i pilastri cilindrici a sostegno del ballatoio, le pareti in legno ad ambedue i piani (in parte armadi a muro), fungenti da accesso alle aule, e la parete ondulata in prossimità dell'ingresso che racchiude un'aula accessibile anche dall'esterno e i servizi.
Il corpo delle aule speciali, a unico vano al piano terra e a quattro vani al piano superiore, è caratterizzato sul fronte verso la piazza dalla scalinata conclusa al primo piano da una sorta di esedra che funge da pozzo luce e che al piano terra diviene fontana. L'edificio della palestra ha forma di puro parallelepipedo con finestre in verticale; l'angolo est è smussato e finestrato e un passaggio collega la palestra con il corpo dei servizi.
Gli infissi e la carpenteria metallica, data la diversità della forma e della dimensione, sono stati tutti disegnati da Carmassi e realizzati espressamente.
La sede della circoscrizione presenta una volumetria compatta, risultante dalla giustapposizione di 2 cubi leggermente disassati, sviluppata su due piani fuori terra: sul fronte verso la città è situata la porta d'ingresso e due aperture vetrate ritagliano agli angoli i due volumi; il fronte sud è invece caratterizzato da semplici finestre quadrate al primo piano.
All'interno due scale a chiocciola collegano i diversi ambienti.
Il primo piano (6 aule) è parzialmente utilizzato per mancanza di allievi (2 aule sono state trasformate in laboratorio, 4 non inutilizzate). La grande aula speciale al piano terra è stata trasformata in luogo per spettacoli e data in uso ad esterni, così come l'aula all'estremità ovest del corpo principale e gli spazi compresi nel corpo semicircolare posto ad est della palestra. Il pozzo-fontana non è mai stato attivato.

## Fortuna critica
Il complesso, benché iscritto dalla critica in posizione secondaria nella produzione carmassiana, ha suscitato notevole interesse soprattutto per il coraggio e l'onestà della scelta compiuta dall'architetto: infatti benché siano state sottolineate alcune "ingenuità" dettate dal desiderio di compiere nuove esperienze (Mulazzani, ad esempio ne sottolinea la sin troppo dichiarata "ruderizzazione" del muro come segnale della introiezione del tema della "trasformazione" nell'architettura, mentre Acocella evidenzia l'eccessivo ottimismo con cui Carmassi tende alla costruzione di un pezzo di città dove città ancora non c'è) ne sono stati lodati (Raja 1989, Polano, 1991) l'intensità compositiva ottenuta in realtà a partire da pochi volumi edilizi di semplice conformazione (negli spazi come negli elementi costituenti e nei materiali), la varietà linguistica prodotta dai diversi materiali e, soprattutto, l'eterogeneità dell'immagine architettonica, evocante un sperimentalismo figurativo, quasi a saggiare l'integrazione di materiali e elementi dell'architettura diversi fra loro.